# Hans Dalfors
Hans Dalfors, född 1818, död 1900, var en svensk spelman och allmogekompositör för Dalbyn, Ore socken.
Dalfors har komponerat brudpolskor, typiska för dalamusiken och främst Oremusiken. En del av hans melodier har upptecknats av Nils Andersson i Svenska låtar 1. (1922).